# Five Spot Café
 (septembre 2020).
Si vous disposez d'ouvrages ou d'articles de référence ou si vous connaissez des sites web de qualité traitant du thème abordé ici, merci de compléter l'article en donnant les références utiles à sa vérifiabilité et en les liant à la section « Notes et références ».
Le Five Spot Café était un club de jazz de New York. Entre 1956 et 1962, il était situé au 5 Cooper Square dans le quartier de Bowery à New York, entre l'East et le West Village ; à partir de 1962, il s'est déplacé au 2 St. Marks Place, jusqu'à sa fermeture en 1967.
Les artistes d'avant-garde s'y rendaient pour profiter de son ambiance conviviale et décontractée, non commerciale, avec des prix abordables, et écouter du bebop et jazz progressif à la pointe.
C'est un lieu historique, important pour les musiciens de tous les États-Unis.

## Historique

### Genèse
En 1937, Salvatore Termini (né en 1884) achète ce qui était alors le Bowery Café, un bar populaire situé sur la Third Avenue El. En 1946, deux des fils de Termini, Joe et Ignatze dit « Iggy », de retour de la guerre, tiennent le bar. En 1951, ils le rachètent à leur père, et le renomment le no 5 Bar.
Fin 1955, la  Third Avenue El est démolie, et la ville entame une rénovation du Bowery, devenu un bas-fond. De nombreux artistes emménagent dans ce quartier, aux loyers plus abordable qu'à Greenwich Village. Parmi ceux-ci se trouve le pianiste Don Shoemaker, qui s'installe dans un studio au 1 Cooper Square, au-dessus du no 5 Bar, où il organise des jam sessions. Joe Termini achète un piano droit d'occasion, reçoit sa carte de licence le 30 août 1956, et rouvre une semaine plus tard sous le nom de Five Spot Café.

### Five Spot Café
De nombreux musiciens, vivant à proximité, fréquentent les jam sessions du Five Spot Café, comme Elvin Jones et Blossom Dearie. Certains y traînent, comme Lester Young, d'autres, comme Cannonball Adderley, s'y installent. De nombreux clients du Cedar Tavern, situé à proximité, s'y rendent, comme David Smith, Willem de Kooning, Franz Kline, Joan Mitchell, Alfred Leslie (en), Larry Rivers, Grace Hartigan, Jack Tworkov (en), Michael Goldberg, Roy Newell (en) ou Howard Kanovitz (en) ; ainsi que les écrivains et poètes Jack Kerouac, Allen Ginsberg, Frank O'Hara, Ted Joans et Gregory Corso. Pannonica de Koenigswarter est également une habituée, et même Paul Newman s'y rend pour se tenir au courant des tendances.
Le premier musicien officiellement engagé est Cecil Taylor, avec Buell Neidlinger (en) (cb) et Dennis Charles (en) (dm), avec plus tard Steve Lacy. À l'origine, le groupe de Taylor est engagé pour accompagner Dick Whitmore, mais ce dernier s'en va après trois soirs, laissant le champ libre au pianiste. Cecil Taylor joue du 26 novembre 1956 au 3 janvier 1957.
Peu de temps après, Charles « Big Charlie » Turyn, rescapé de la Shoah, commence à tenir le bar et à faire le service au club, et devient un pilier du club, fin connaisseur de la musique de l'époque.
Le 18 juillet 1957, le quartet de Thelonious Monk, avec John Coltrane (ts), Wilbur Ware (cb) et Shadow Wilson (dm), entame une résidence de six mois au club. C'est le premier job de Monk à New York après la confiscation de sa carte de club par la police, à la suite d'une affaire de possession de drogue, problème résolu avec l'aide des Termini. Monk rejoue au Five Spot Café l'année suivante, avec Johnny Griffin (ts), Ahmed Abdul-Malik (cb) et Roy Haynes (dm). Le groupe y enregistre deux albums, Thelonious in Action et Misterioso, tous deux sortis en 1958.
Le 17 novembre 1959, le quartet d'Ornette Coleman, avec Don Cherry, Charlie Haden et Billy Higgins, venu de Los Angeles, fait ses premiers concerts new yorkais au Five Spot. Prévu pour durer deux semaines, le succès est tel que l'engagement est prolongé à dix semaines, jusqu'à fin janvier 1960. Leonard Bernstein, Miles Davis et John Coltrane font partie des spectateurs de la première soirée. Le 5 avril 1960, le quartet retourne au Five Spot pour quatre mois, jusqu'à fin octobre 1960, avec Ed Blackwell à la batterie.
Le Five Spot Café est démoli en 1962 et le club déménage au 2 St. Marks Place. À la suite de la baisse de la popularité du jazz, la musique live se fait plus rare en 1967, et les frères abandonnent leur carte de club. Le club reprogramme des concerts de jazz en 1974, après s'être renommé les Two Saints, donne ses derniers concerts en 1975, et ferme en janvier 1976, à la suite de l'échec de l'obtention d'une carte de club,.

## Enregistrements
Plusieurs albums ont été enregistrés au Five Spot Café :
- Phil Woods, Frank Socolow, Cecil Payne : Bird's Night (Savoy, 1957)
- Pepper Adams : 10 to 4 at the 5 Spot (en) (Riverside, 1958)
- Thelonious Monk : Thelonious in Action (Riverside, 1958)
- Thelonious Monk : Misterioso (Riverside, 1958)
- Randy Weston : Live at the Five Spot (en) (United Artists, 1959)
- Kenny Burrell : On View at the Five Spot Cafe (en) (Blue Note, 1959)
- Jimmy Giuffre : The Jimmy Giuffre Quartet in Person (en) (Verve, 1960)
- George Russell : George Russell Sextet at the Five Spot (en) (Decca, 1960)
- Eric Dolphy : At the Five Spot (en) (Prestige, 1961)
- Charles McPherson : The Quintet/Live! (en) (Prestige, 1966)